# Paul Kraus (kompozytor)
Paul Kraus (ur. 18 lipca 1870 w Mikulczycach, zm. 12 maja 1934 w Bad Kissingen) – górnośląski kompozytor muzyki poważnej, pedagog oraz dyrektor konserwatorium w Bytomiu.

## Życiorys

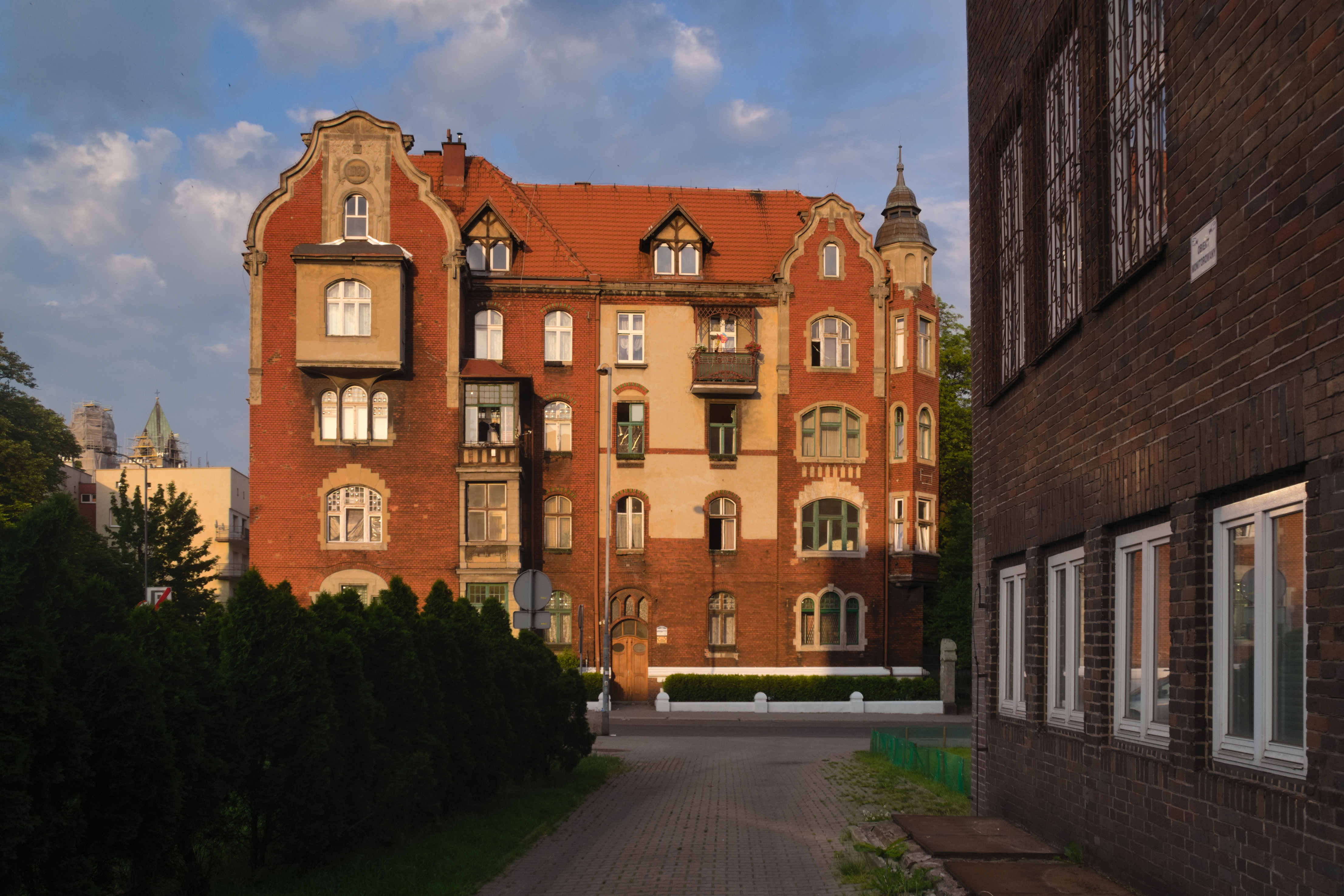
Kamienica w Bytomiu przy ul. W. Korfantego 36, w której mieszkał Paul Kraus (2019)

Paul Kraus był synem organisty w kościele w Mikulczycach. Naukę gry na organach rozpoczął pod opieką ojca w kościele św. Wawrzyńca w swoim rodzinnym mieście. Dalszą naukę kontynuował w seminarium nauczycielskim w Pyskowicach, a następnie w Instytucie Muzyki Kościelnej w Berlinie. W wieku siedemnastu lat skomponował pierwszego walca. A w 1892 innym walcem – Pozdrowienie ojczyzny, op. 43 – mając dwadzieścia dwa lata, wygrał konkurs dla kompozytorów w Paryżu.
Po opuszczeniu Instytutu Muzyki Kościelnej Kraus wrócił na Górny Śląsk, gdzie zajął się tworzeniem chórów w Zabrzu, Świętochłowicach i Rozbarku. Od 1907 na stałe zamieszkał w Bytomiu i od 1910 do wybuchu I wojny światowej uczył w konserwatorium Tomasza Cieplika, przy obecnej ulicy Dworcowej. Następnie do listopada 1918 i kapitulacji Niemiec mieszkał w Łodzi. Po wojnie wrócił do Bytomia, gdzie został niemal do śmierci. W 1924 Kraus został dyrektorem konserwatorium Cieślika, a po jego śmierci w 1925 także właścicielem.
W 1934 Paul Kraus zachorował i wyjechał do Bad Kissingen w Bawarii. Tam zmarł na zapalenie płuc 12 maja. 15 maja został pochowany na cmentarzu Mater Dolorosa w Bytomiu. W rodzinnych Mikulczycach przy kościele św. Wawrzyńca jest umieszczona tablica upamiętniająca kompozytora w językach polskim i niemieckim.

## Twórczość
W trakcie swojego życia, Kraus stworzył wiele utworów, dlatego też na Górnym Śląsku okres jego twórczości nazywano epoką Krausa. Zaś z powodu dużej ilości walców jego autorstwa, otrzymał on przydomek górnośląskiego Straussa.
Kompozycje Paula Krausa:
- 5 operetek;
- ponad 40 walców (w tym, m.in.: walc na fortepian Pozdrowienie ojczyzny, op. 43; Wielki walc na fortepian Dźwięki bytomskiego parku miejskiego, op. 254);
- ok. 215 mazurków, marszów i pieśni.